# سالم بن أحمد بن جندان
سالم بن أحمد بن جندان (بالإندونيسية: Salim bin Djindan)‏ (1324 - 1389 هـ) محدّث ومؤرخ ونسابة وكاتب ورحالة إندونيسي ذو أصول حضرمية. أخذ العلم عن كثير من أئمة زمانه بلغ عددهم إلى 400 شيخا. أفنى عمره في طلب العلم والتعليم والدعوة إلى الله والتأليف والرواية. تعمق في علم الحديث والرواية والرجال والتاريخ والأنساب وغيرها من فنون العلم. صمد في مجابهة الإستعمار الهولندي والياباني حتى عذبوه وسجنوه وآذوه. وكان يكثر من تأليف الكتب حتى بلغ مؤلفاته إلى أكثر من 150 مؤلفا. أنشاء مكتبة عظيمة تحتوي على كتب كثيرة نادرة. وشيعه يوم وفاته الجم الغفير حتى بلغ عددهم إلى أكثر من نصف مليون نسمة ازدحمت الطرقات بالمشيعين مسافة أكثر من أربعة كيلومتر.

## نسبه
سالم بن أحمد بن حسين بن صالح بن عبد الله بن جندان بن عبد الله بن عمر بن عبد الله بن شيخان بن الشيخ أبي بكر بن سالم بن عبد الله بن عبد الرحمن بن عبد الله بن عبد الرحمن السقاف بن محمد مولى الدويلة بن علي بن علوي الغيور بن الفقيه المقدم محمد بن علي بن محمد صاحب مرباط بن علي خالع قسم بن علوي بن محمد بن علوي بن عبيد الله بن أحمد المهاجر بن عيسى بن محمد النقيب بن علي العريضي بن جعفر الصادق بن محمد الباقر بن علي زين العابدين بن الحسين السبط بن علي بن أبي طالب، وعلي زوج فاطمة بنت محمد ﷺ.
فهو الحفيد 35 لرسول الله محمد ﷺ في سلسلة نسبه.

## مولده ونشأته
ولد ببلدة سورابايا يوم الجمعة قبل طلوع الفجر الصادق 18 رجب 1324 هجرية الموافق 7 سبتمبر 1906 ميلادية، ووالدته مزنة بنت علي بن مصطفى ابن الشيخ أبي بكر بن سالم. قرأ القرآن وأخذ العلوم منطوقها والمفهوم على أيدي أفراد أسرته. فوالده من كبار الصالحين في زمانه وقد أخذ العلم عن أئمة عصره. وأما جد والده صالح بن عبد الله بن جندان فإنه قد تعمر إلى ما فوق المئة من العمر قيل إلى مئة وخمس وأربعين سنة وقيل غير ذلك. أدرك محمد مرتضى الزبيدي وكان صالح مستقرا في حضرموت في قرية منيزاح إحدى قرى وادي العين وكان بين صالح وأحفاده في جاوة مراسلات وإجازات وإرشادات، ولقد أجاز صالح حفيده أحمد بن الحسين بن صالح وأولاده وأحفاده فدخل سالم في عموم إجازته لأنه أدرك من حياته سنوات تقريبا. وأخته خديجة بنت أحمد بن جندان زوج أحمد بن غالب الحامد كانت لها عناية في تعليم أخيها سالم. توفيت وعمرها دون ثلاثين سنة. فبيته أول مدرسته وعليها أساس حياته. ثم التحق بمدرسة الخيرية بسورابايا تحت نظر عبد القادر بن أحمد بن محمد بن علي بلفقيه. ومنذ بداية أيام الطلب قد راسل وكاتب كثيرا من أئمة عصره طلبا منهم الإجازة والاتصال بهم فقد كاتب علماء الهند والشام ومصر والمغرب وحضرموت واليمن والحجاز وبلاد فارس وتركيا وغيرها من البلدان الإسلامية. كاتب محفوظ بن عبد الله الترمسي مرارا وأولها قبل سنة 1338 هـ وعمره حينئذ 14 سنة أو أقل.

## شيوخه
وأما مشايخه فكثير ولقد قال أن مشايخه بلغت إلى أربع مئة شيخ. فنذكر أبرزهم:
| - والده أحمد بن الحسين بن جندان - علي بن مصطفى ابن الشيخ أبي بكر بن سالم - محمد بن أحمد المحضار - أحمد بن حامد المرزوقي السواهاني - خليل بن عبد اللطيف البنكلاني - محمد بن عبد الرحمن البار | - محمد بن محمد زبارة - عمر بن حمدان المحرسي - علي بن فالح الظاهري المهنوي - أبو بكر بن محمد بن عمر السقاف - عبد الله بن صدقة دحلان - محمد عبد الحي بن عبد الكبير الكتاني | - عبد الرحمن بن عبيد الله السقاف - علوي بن طاهر الحداد - عبد القادر بن أحمد بلفقيه - عبد الستار بن عبد الوهاب الدهلوي - عبد الله أزهري الفلمباني - أرشد الطويل البنتاني | - عباس بن عبد العزيز المالكي - عبد الله بن عبد الرحمن العطاس - أمة الله بنت عبد الغني العمرية - حسينة بنت شيخ بن أحمد بافقيه |

## تلاميذه
قال محمد ضياء بن شهاب أن سالم بن جندان فتح مجلس تعليم للمعلمين والطلبة في منزله الذي سماه قصر الوافدين لتوجيه الدعاة والمعلمين إلى كيفية الدعوة وأساليبها وتغذيتهم بالمعلومات التي لا بد أن تحفظها صدورهم وكان يحضر هذا الدرس للاستفادة عدد من العلماء المشار إليهم بالبنان. ويدل أيضا على كثرة الآخذين عنه أنه لا يوجد عالم في جاكرتا خاصة وفي إندونيسيا عامة إلا لهؤلاء الثلاثة منّة عليهم كلهم والثلاثة هم: علي بن عبد الرحمن الحبشي وعلي بن حسين العطاس وسالم بن أحمد بن جندان. وقالوا أيضا بعبارة أخرى ما من عالم في جاكرتا خاصة وفي إندونيسيا عامة إلا تلميذ هؤلاء الثلاثة أو تلميذ لتلامذتهم. ونذكر بعض البارزين منهم:
| - عبد الرحمن بن أحمد بن عبد القادر السقاف - محمد شافعي حذامي - عبد الله بن نوح - محمد ضياء بن شهاب - عبد الرحمن بن عبد الله باقادر العطاس | - عبد الله الشافعي مؤسس المدارس الشافعية - طاهر راحلي مؤسس المدارس الطاهرية - زين شكري الفلمباني - عبد الله بن سعيد اللحجي - محمد شكور يعقوب | - محمد طيب عزي - كمال يوسف - سيف الدين أمسير - علي بن عبد الرحمن بن أحمد السقاف - محمد بن عبد الرحمن بن أحمد السقاف | - عبد الله مختار السوكابوميوي - محمد بن علوي المالكي - سالم بن عبد الله الشاطري - عمر بن حامد الجيلاني |

وقد استجاز منه أئمة الأعلام إجازة خاصة فأجازهم وكتبها لهم فنذكر البعض منهم:

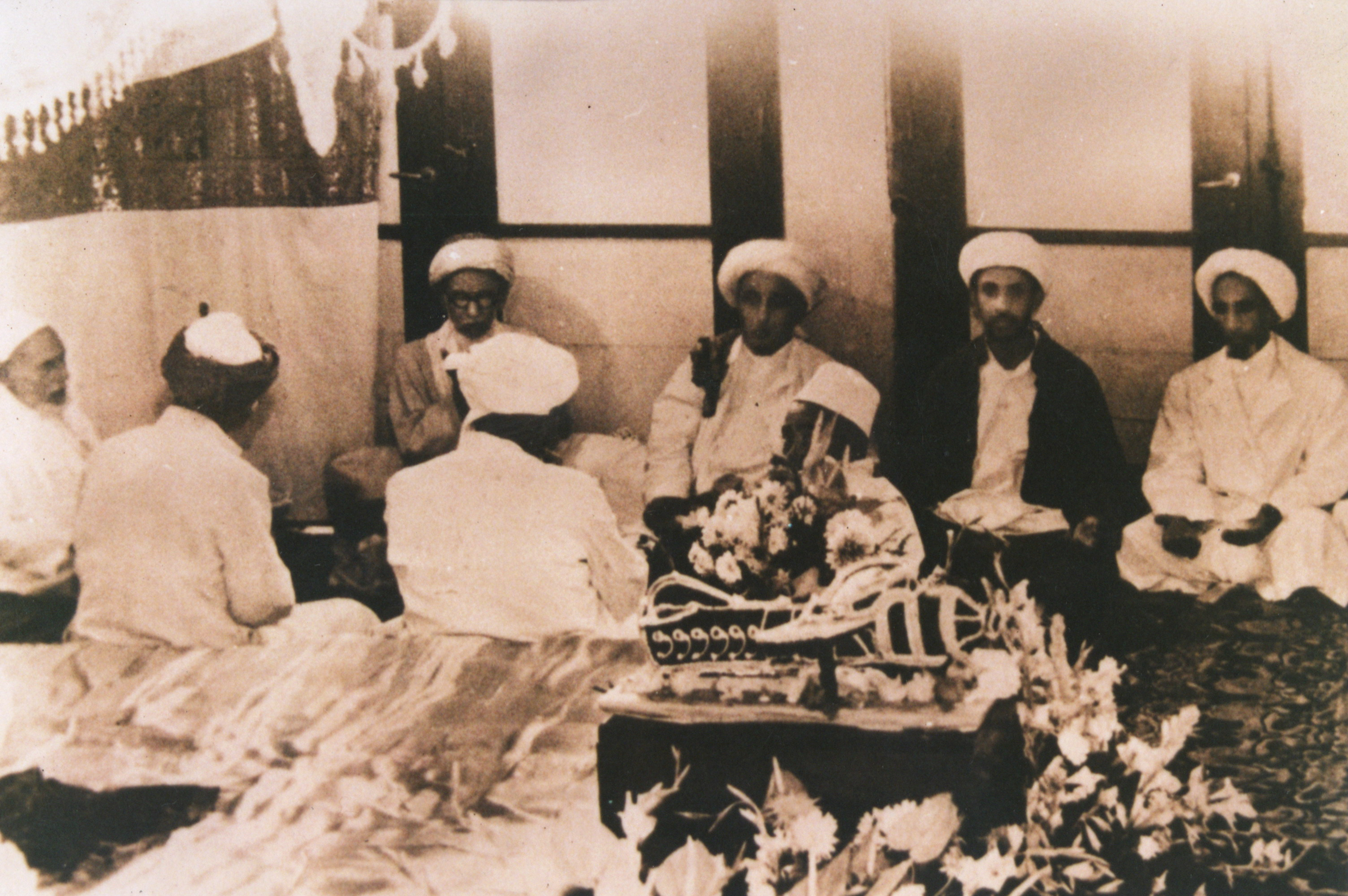
من اليمين علي بن حسين العطاس وسالم بن جندان وعلوي بن محمد بن طاهر الحداد وعلي بن عبد الرحمن الحبشي وأحمد بن عبد الله بن حسن العطاس

| - سالم بن حفيظ - محمد بن سالم بن حفيظ - حسن بن محمد المشاط | - محمد بن حسن فدعق - عمر بن أحمد بن سميط - محمد بن عوض باوزير - محمد بن سالم البيحاني | - محمد بن أحمد العجيل - محمد إبراهيم الأموي السوداني - علوي بن عباس المالكي - محمد أمين الكتبي | - عبد الله بن عوض بكير - عبد الله بن عبد الرحمن باهرمز |

## حياته الاجتماعية
كان يجالس العلماء ويرشد الأمراء ويذكرهم ويحترم الكبير والصغير ويجالس الشباب وينزل إلى مستواهم ويختلط بالفقراء والمساكين ويجتمعون إليه وكان محبوبا عند جميع الناس حتى النصارى والصينيين. وإلى الآن لا يدخل أحد إلى بيت أحد ممن له اتصال بالعلماء من أهل إندونيسيا إلا وصورته معلقة في بيوتهم. ولا نسمع من أحد من أهل أندونيسيا إلى الآن يتحدث عن سالم بن جندان إلا ويذكره بكل خير وثناء وإعجاب وإنبهار. وكان سالم قد يخلع جبته وعمامته ويلبس البنطلون والبرنيطة ولباس الإفرنج لأجل أن يجالس الشباب وينزل إلى مستواهم بل قد يلبس لباس العمال فيجلس إليهم ويأخذ بخاطرهم بل قد يخرج في بعض الليالي وبيده جنية مليئة بالفلوس فيذهب إلى أماكن معروفة بالعصاة من الزناة وغيرهم فيجمعهم يذكرهم بالله و يرشدهم إلى التوبة و يوزع عليهم الفلوس حتى لا يجعلون المعصية تكسبا ويأمرهم بالرجوع إلى بيوتهم. وإذا نفد الفلوس رجع إلى بيته وهو يبكي و ينتحب حتى سمع بكاءه كل من في سيارته.
ولقد تواتر عن أهل عصره أنه كان إذا جلس بين العلماء والأمراء فكأنه مثل الأسد و إذا انقضى المجلس جلس إلى الشباب وخلع عمامته وتكلم مع الشباب بما يسرهم و يميل إليه طبعهم و نفسياتهم بل كثيرا ما يتنازل إلى مستواهم و كان الشباب يحبونه جدا كما هو يحبهم إلى وقتنا الآن نجد كثيرا من كبار السن هم كانوا هؤلاء الشباب وأخبارهم وذكرياتهم معه لا يمل منها السامعون. و إذا جئنا إلى أحدهم وذكرنا اسم سالم بن جندان عندهم نجدهم يبكون بكاء شوق وحنين.

### حفظه وذكاؤه
ومن تأمل أسلوبه في مناظرته مع النصارى سيتبين له بأنه صاحب ذكاء مفرط بل شهد بذلك أهل عصره. قال الحاج محمد رشاد، وهو من ملازميه، أن سالم بن جندان كان يحفظ العهد القديم والعهد الحديث من كتب أهل الكتاب. وكتب سالم بن جندان في بعض مُذَكِّراته بعض مناظرته مع بعض علماء النصارى حين يأتون إليه وكانوا كثير التردد إليه. سأله أحدهم: "يا حبيب ماذا تقول هل الميت أفضل أم الحي؟" فقال سالم: "أكيد أن الحي أفضل والميت قد صار إلى رمسه". فقال النصراني: "إذًا فعيسى أفضل من محمد فإن محمدا قد مات وعيسى لا زال حيا". فتبسم سالم وقال: "فإن كان الأمر كذلك فأمي أفضل من مريم بنت عمران وها هي الآن في مطبخها تطبخ لنا غداء". وقال الحاج محمد رشاد أنه جاء إليه أحد علماء النصارى فقال له: "يا حبيب سالم لماذا أنتم معشر المسلمون تختتنون؟" فتبسم سالم وقال: "انتظر حتى نقدم لك مايقدم الكريم لضيوفه". فجلسوا مليا حتى جاءه أحد محبيه ببعض الهدايا له من جملتها فاكهة موز فقدمها سالم لضيوفه وقال للنصراني: "تفضل خذ الموز وكل منه". فأخذ النصراني الموز وأراد أن يقشره ففاجأه الحبيب قائلا لا تقشره بل كل مع قشره فقال النصراني منكرا: "كيف آكله بقشره؟" فقال سالم: "وكذلك الختان". فأبهر النصراني عندما رأى بديهيته وقوة طرحه وجوابه.
وعن واقعة متعددة متكررة شهدها وأمثالها غير واحد منهم نوفل بن سالم بن جندان ومحمد شكور يعقوب ومحمد بن علوي الحامد والحاج محمد رشاد ومنهم بناته وغيرهم الجم الغفير أنه لا يأتي أحد إلى الجد سالم مستفتيا إلا قال لذلك المستفتي: "يا هذا هذه مكتبتي اذهب إلى الخزانة الفلانية واطلع فيها إلى الرف الفلاني واحسب كذا كذا كتاب من يمين الرف أو يساره فستجد كتابا فلانيا فافتح صفحة كذا وانظر سطر كذا تجد جوابك". وهذا معروف وتواتر عند أهل مصره وعصره.

## رحلاته
وقد رحل إلى أماكن كثيرة ورحلاته كانت لغرض العلم والرواية والتوثيق وجمع الوثائق والدعوة إلى الله. فكان كثير التردد إلى شرق إندونيسيا إلى ترناتي وفالو وجزائر الملوك وماكاسار وقورونتالو ومنادو ومناهاسة وفليبين وجال جميع مناطق جزيرة سلاويسي واجتمع فيها بعلمائها ومن أبرزهم محمد بن عبد الرحمن البار وأرشد الطويل حتى نال منهما علو الإسناد بما جعلاه في مرتبة شيخ مشايخه، ودخل كلمنتان وبروناي وجال جميع مناطقها فاتصل بأئمتها ومن أبرزهم مفتي بنجرماسين جمال الدين البنجري وتردد إلى بالي ولومبوك وتلك النواحي فاتصل بأئمتها منهم محمد بن مصطفى العفيفي. وأما سومطرة فقد تردد مرارا إلى فلمبان وأحبه أهلها محبة لا توصف فاتصل بأئمتها ومن أبرزهم عبد الله أزهري الفلمباني، ومنها إلى سنغافورة وتَشَرَّفَ بفتح مدرسة الجنيد الإسلامية [الإنجليزية] فيها وألقى محاضرات في مسجد السلطان وغيره من مساجدها، ودخل ملقا فمكث فيها سَنَةً وجال تلك النواحي ولازم علوي بن طاهر الحداد ونسخ في بضع أيام ثبته المسمى ب«الخلاصة الشافية»، وأما جزيرة مادورا فقد بنى مدرسة فيها وتردد إليها كثيرا ولازم خليل بن عبد اللطيف البنكلاني، ثم دخل الحرمين لأداء النسكين فاتصل بعلمائها وحج أكثر من مرة ومكث في الحجاز للأخذ عن علمائها فاجتمع فيها بالواردين إليها من أئمة الدنيا شرقها وغربها ولازم عمر بن حمدان ملازمة تامة وتردد إلى علي بن فالح الظاهري وأخذ عن عباس بن عبد العزيز المالكي وغيرهم. ولقد أكرمه كبار تجار الحجاز مثل ابن لادن وبقشان وكعكي فأعطاه ابن لادن شيكات مفتوحة يكتب فيها أرقام الفلوس التي يحتاجها فاشترى جملة هائلة من الكتب وجلبها إلى إندونيسيا وضمها إلى مكتبته.
ولما ألف عدة كتب عن حضرموت وقبائلها لم يكتفي بالمصادر التي عنده ولا بالوثائق التي عثر عليها ولا بالمعلومات من الواردين والمهاجرين منها بل ذهب هو بنفسه فدخل عدن وخطب في بعض مساجدها وحضر ختم البخاري في مسجد الأهدل وألقى فيه محاضرة أعجبت بها العلماء حتى جاء إليه محمد بن سالم البيحاني معترفا بفضله مستجيزا منه مستفيدا، ودخل حضرموت وجال في مناطقها واتصل برجالها وزار مآثرها وتأكد بما رآها بعيني رأسه. ورافقه في تجولاته المؤرخ صالح بن علي الحامد وجعفر بن محمد السقاف سكرتير الدولة الكثيرية سابقا وعُقِدَت له مجالس خاصة وعامة حضرها أئمة وادي حضرموت منهم عبد الله بن حسن بلفقيه وزين بن حسن بلفقيه ومحمد بن سالم بن حفيظ وكذلك سالم بن سعيد بكير باغيثان الذي كان في ذلك الوقت رئيس مجلس الإفتاء الشرعي بتريم وغيرهم. وعُقِدَت جلسات علمية تدار فيها مناقشات وردودات علمية. ثم رجع إلى إندونيسيا بكتب كثيرة تحدث الناس عن كثرتها مُنِعت من دخول ميناء لكثرتها ثم سمح لها بالدخول حتى ضمها إلى مكتبته. وأما جزيرة جاوة فإنها مسقط رأسه وموطنه وتردد في جميع مناطقها واتصل بعلمائها ومن أبرزهم أحمد بن حامد السواهاني غيرهم. وله رحلات إلى الهند ومصر وأفريقيا والكويت والعراق وغيرها فاتصل بعلماء وأئمة تلك الجهات.

## توثيق الأئمة والعلماء وثناؤهم عليه

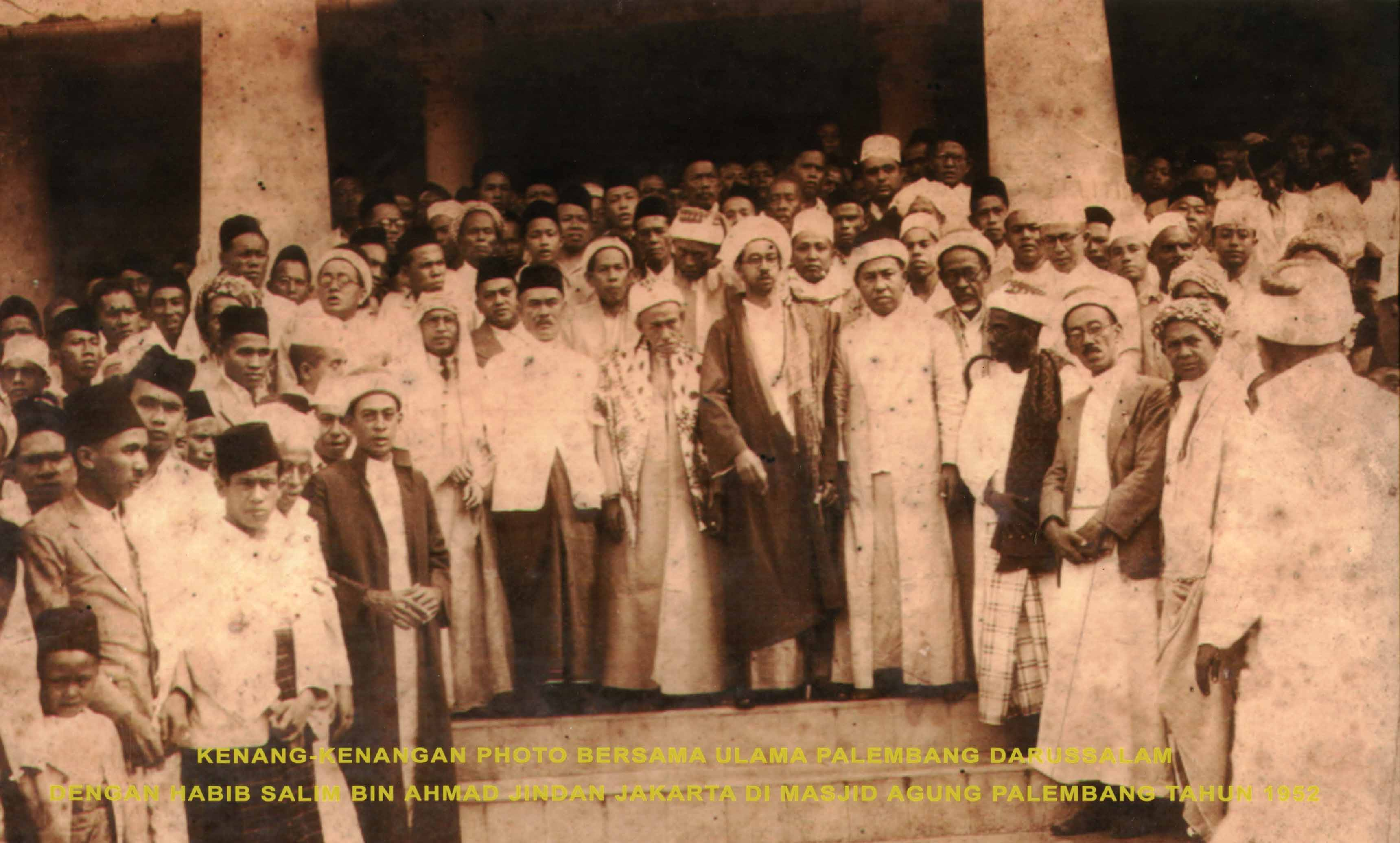
خروج الجماهير من مسجد الجامع في فلمبان بعد سماعهم محاضرة سالم بن جندان

أما توثيق الأئمة وتزكيتهم له فكثير فنذكر البعض من كبارهم:
- علوي بن طاهر الحداد بخط يده في إجازته له بقوله: "أما بعد فقد سألني السيد العالم الفاضل الندب الملقن الملهم ذو الحفظ والبحث والتنقيب والآتي كل يوم بمبحث غريب السيد سالم بن أحمد بن جندان بن الشيخ فخر الأكارم أبي بكر بن سالم العلوي الحسيني". وكان علوي بن طاهر الحداد كثيرا ما يعول على الوثائق التي عثر عليها الحبيب سالم.
- حسن بن محمد المشاط بقوله: "ومن مشائخي السيد سالم بن أحمد بن جندان الحضرمي العلوي ساكن جاكرتا من أرض جاوة اجتمعت به بالمسجد الحرام وبدارنا بالغزة مرارا فأجازني غير مرة وكان على جانب عظيم من العلم والتقوى والقيام بالدعوة إلى الله وله أسانيد يروي بها ويتصل بها إلى آبائه ومنها ما هو غاية في العلو".
- عبد الله بن سعيد اللحجي بقوله: "ومن مشايخي العلامة المتفنن أعجوبة الزمان الشيخ المحدث السيد سالم بن أحمد بن حسين بن صالح بن جندان".
- عبد القادر بن أحمد السقاف بقوله: "ثلاثة من العلويين أعجوبة في الحفظ والذكاء الحبيب عبد الرحمن بن عبيد الله السقاف والحبيب علوي بن طاهر الحداد والحبيب سالم بن أحمد بن جندان".

ولا يعلم أحد ممن هو في طبقة مشايخه ومن هو في طبقة أقرانه ومن هو في طبقة الآخذين عنه ممن يجتمع به ويختلط به ويعرفه معرفة تامة، من يقدح في عدالته أو يجرح في علومه ومعلوماته أو يقول بتكذيبه أو بوهمه أو يقدح في روايته. وإنما قد يختلفون معه في أسلوب صراحته وجرأته في إبداء رأيه أو قد يختلفون معه في ما يختلف فيه بين العلماء من مسائل علمية. ولذلك أُلِّفَت المؤلفات. فقد كان سالم بن جندان يؤلف في جواز لبس البنطلون عندما كره لبسَه أو حرَّمه بعض العلماء. ومن ذلك ما ذكره ضياء شهاب عن عَقْدِ مؤتمر العلماء بفلمبان وعَقَدَ هو مؤتمرَ العلماء في منزله حتى أصدر رسالة علمية حول القضية. ومع ذلك كله فالمخالفون له في الاجتهاد العلمي يثنون عليه فهذا زين بن عبد الله العيدروس الصليبية الجاكرتاوي كان لا يجوّز خطبة الجمعة بغير اللغة العربية بينما كان سالم بن جندان يقول بجواز ذلك حتى أُلِّفَت المؤلفات من قِبَلِ الطرفين ولكن مع ذلك كله فهذا سالم بن جندان أفرد ترجمة مستقلة للسيد زين ويعترف له بغزارة علمه وقوة فهمه كما أن زين العيدروس يثني على سالم بن جندان ويوثقه ويزكيه ويعترف بفضله حتى قال: "نحن معاشر السادة آل باعلوي في الحديث والرواية مولون وجوهنا شطر كعبة الحبيب سالم بن جندان". وقد أفرد في كتاب مستقل ذكر من أثنى عليه حتى بلغ إلى أكثر من مئة عالم.

## مؤلفاته
له مؤلفات كتبها بخط يده ومن حفظه غالبا. وكان من المكثرين في الكتابة والتأليف وله شغف كبير في جمع الكتب حتى ازدهرت مكتبته في حياته بالكتب النادرة جمعها من بلدان شتى. وبعد وفاته لم يعتني أحد بها حتى ضاعت. وسرقت كتب كثيرة في حياته وبعد وفاته حتى قام أحفاده بعد ثلاثين سنة من وفاته بخدمة ما تبقى من تلك المكتبة وهي محفوظة ما تبقى منها الآن. ثم إن ما كتبه سالم بن جندان بقلمه منها ما هو عبارة عن مؤلف كامل مبيض تم تصحيحه وتبييضه وهذا قليل وربما لم يتجاوز عشرين مؤلفا. ومنها ما قرظ عليه العلماء في حياته وهو أقل. ومنها عبارة عن مسودة لم يكملها ولم يتم تبييضها وتصحيحها وهي أكثرها ولعل من جملتها كتاب «الخلاصة الكافية» الذي صرح هو بنفسه بأنه لا زال مسودا لديه ومنها كتابه «الدر والياقوت» وكتابه «روضة الولدان» وغيرها ومنها عبارة عن رؤوس الأقلام وهي أيضا كثيرة فإنه كثيرا في رحالاته الدعوية يكتب وهو على سفينة في وسط البحر أو في طريق البر في إحدى الغابات لأجل الدعوة إلى الله. وبلغت مؤلفاته إلى أكثر من مئة مؤلف ما بين رسالة وكراس ومجلدات ضخمة غير أن أكثرها ضاعت أو لم تكتمل. ونذكر شيئا من مؤلفاته وكلها مخطوطات لم تخرج إلى النور:
| - «العلم الشامخ في معجم المشايخ» - «معجم الأوادم في الأنساب والتراجم» - «إعلام أهل الرسوخ بأنباء أعلام الشيوخ» - «درة الحجال في أعلام الرجال» - «المشيخة الصغرى المسماة بسوابق الميدان» - «الوسيط في ثبت المحيط» - «الفهرست الكبرى» - «منبع العيون في رفع الأسانيد إلى الفنون» - «القول المزيد في طرق الأسانيد» - «العقود الدرية في المسلسلات الفخرية» - «القول الحثيث في أحكام العمل بالحديث الضعيف» - «عمدة اللفاظ بذيل طبقات الحفاظ» | - «إتحاف النبيل بأخبار من بجزائر الأرخبيل» - «الدر والياقوت في بيوتات عرب المهجر وحضرموت» - «الإقليد في شعراء المواليد» - «ضجيج الكون من لبس البنطلون» - «المسائل البسيطة في أحكام لبس البرنيطة» - «اللوامع البينات بأخبار من وفد على مولى عينات» - «روضة الولدان في ثبت ابن جندان» - «الخلاصة الكافية» - «ذكرى الحبيب في حياة مولى الكثيب» - «قطف الثمر في حياة الشيخ أبي بكر» - «نقش التابوت في من حل من الصحابة بحضرموت» - «المسندات والوثائق في الإجازات والطرائق» |

### بعض منهجه في التأليف
وأما منهجه في التأليف فغريب وعجيب متميز عن غيره من العلماء. فنذكر بعض منهجه فيه:
1. لم يكتفي بالاعتماد على المصادر التي عنده ولا الوثائق التي عثر عليها ولا بالمعلومات التي استفادها من صدور الرجال بل كان يرحل لكي يتوثق بنفسه كما رحل إلى اليمن وحضرموت.
2. وفيما يبدو أن مؤلفاته مؤلفات الدهر بمعنى أنه يختار بحثا معينا ويكتب فيه ويستمر في الكتابة طوال حياته لذلك أكثر كتبه لم تكتمل ولم يبييضها فتراه تارة يوعدنا بالجزء الذي بعده فلم يبدأ فيه.
3. وكان اعتماده على الحفظ فتراه تارة يقدم أو يؤخر ويفوته بعض ما يثبته هو بنفسه في موضع آخر.
4. جل كتبه لم يبييضها بل هي مسودات جمع فيها ولم يرجع إليها مرة أخرى. فتجده يثبت ما لا يثبته أولا من التعديلات على الأخطاء.
5. وطريقته في كتابة الأحاديث ذكرها بسندها ويتطرق أحيانا إلى طرق روايتها.
6. وعزو كل مسألة إلى مصادرها.
7. قد يذكر شيئا ظاهره خطأ واضح فيما يبدو في أول وهلة حتى قد يستغرب القارئ بما ذكره فإذا هو بأسلوبه هذا ليس فقط يشد انتباه القارئ بل ينزعه ويهزه ليلقمه درسا لا ينساه فيبين الغموض في موضع آخر من كتابه أو في غيره من مؤلفاته.

## وفاته
توفي ليلة الاثنين 16 من ربيع الأول سنة 1389 هجرية الموافق 1 يونيو 1969 ميلادية، ودفن في قبة محسن بن محمد العطاس. قال محمد ضياء بن شهاب: "وأعلنت الإذاعات الشعبية نبأ وفاته وخرجت الجماهير وتقدر بنحو 150 ألف نسمة لتشييع الجنازة وغصت الشوارع وتوقفت المواصلات في طريق يمتد إلى أربع كيلومترات وشارك في التشييع العلماء ورجال الحكومات". ولقد شيعت جنازته من بيته قصر الوافدين إلى مقره الأخير قبة محسن بن محمد العطاس في شونديت والمسافة أكثر من أربعة كيلو متر بالتقريب والناس مزدحمين على جنازته حتى أنهم لا يستطيعون المشي بسبب ازدحام المشيعين فتمشي الجنازة على رؤوسهم من قصر الوافدين إلى قبة الحبيب محسن.

### استشهادات
1. ↑  مصدر الترجمة, الموقع الرسمي لآل جندان. نسخة محفوظة 12 يوليو 2018 على موقع واي باك مشين.
2. ↑  مصدر الترجمة, الموقع الرسمي للرابطة العلوية. نسخة محفوظة 07 يونيو 2017 على موقع واي باك مشين.
3. ↑  [ كتاب مرآة الزمان في حياة ابن جندان صفحة 10 تأليف المحدث الحبيب سالم بن أحمد بن جندان مخطوط, مكتبة ابن جندان.
4. ↑  [ مرآة الزمان في حياة ابن جندان صفحة 10 تأليف المحدث الحبيب سالم بن أحمد بن جندان]
5. ↑  [ غرة جبين الزمان في ترجمة الإمام المحدث النسابة سالم بن أحمد بن جندان]
6. ↑  [أما مشايخه فقد ذكرهم و ترجم لهم الحبيب سالم في كثير من مؤلفاته منها الخلاصة الكافية و منها روضة الولدان و منها السامي في الأسامي و غير ذلك من كتبه.]
7. ↑  المشهور، عبد الرحمن بن محمد (1984). شمس الظهيرة (PDF). جدة، السعودية: عالم المعرفة. ج. الأول. ص. 297. مؤرشف من الأصل (PDF) في 2020-01-02.